# Jean-Philippe Bourdon
Jean-Philippe Bourdon est un directeur de la photographie de télévision français. Né le 30 juillet 1954.
Il est le directeur photo de l'émission Taratata. Il met en lumière les concerts des Enfoirés depuis 2000, ainsi que des jeux télévisés utilisant la lumière pour créer un suspense.
- Il est le directeur photo des émissions de variétés de TF1 (la star ac., Podium, etc.)[2]

## Conception Lumières
- La Roue de la fortune
- Avis de recherche
- Taratata
- Tout le monde veut prendre sa place
- N'oubliez pas les paroles
- Trouvez l'intrus
- Tout le monde a son mot à dire
- Chacun son tour
- Que le meilleur gagne
- Taratata fête la musique à Bruxelles
- Taratata fête la musique à Carcassonne
- Chéri(e), fais les valises !
- La Part du lion
- Volte/Face
- Le Cube
- Motus
- 8 Chances de tout gagner !
- Questions pour un champion prime 25 ans
- La Liste gagnante
- En toutes lettres
- Star Academy
- Enfoirés (Concert)
- Pop Show
- Toute une histoire
- Les Enfants de la télé
- Ça se discute
- Avis de recherche
- Coucou c'est nous !
- Joker
- Le Hanounight Show

## Émission Comme Directeur de photo
- La Roue de la fortune
- Avis de recherche
- Taratata
- Tout le monde veut prendre sa place
- N'oubliez pas les paroles
- Trouvez l'intrus
- Tout le monde a son mot à dire
- Chacun son tour
- Que le meilleur gagne
- Taratata fête la musique à Bruxelles
- Taratata fête la musique à Carcassonne
- Volte/Face
- Le Cube
- Chéri(e), fais les valises !
- La Part du lion
- La liste gagnante
- En toutes lettres
- Qui veut gagner des millions ?
- 8 Chances de tout gagner !
- Enfoirés (Concert)
- Le Maillon Faible
- Pop Show
- Ça se discute
- Avis de recherche
- Coucou c'est nous !
- Joker
- Le Hanounight Show

## Récompenses
- 1994 : Sept d'or du directeur Photo
- 1995 : Sept d'Or du directeur Photo